# دان سسرونكوما
دان سسرونكوما (بالإنجليزية: Dan Sserunkuma)‏ هو لاعب كرة قدم أوغندي في مركز الهجوم، ولد في 14 ديسمبر 1993 في كامبالا في أوغندا. شارك مع منتخب أوغندا لكرة القدم. أما مع النوادي، فقد لعب مع نادي أوليسيس ونادي إكسبريس ونادي سيمبا ونادي غور مايا.

## وصلات خارجية
- دان سسرونكوما على موقع الاتحاد الدولي (مؤرشف)  (الإنجليزية)
- دان سسرونكوما على موقع قاعدة بيانات كرة القدم.إي يو (الإنجليزية)
- دان سسرونكوما على موقع ناشيونال فوتبول تيمز (الإنجليزية)
- دان سسرونكوما على موقع Soccerway.com (الإنجليزية)